# Stanford (Nowy Jork)
Stanford – miasto w Stanach Zjednoczonych, w stanie Nowy Jork, w hrabstwie Dutchess.